# لمز-تاماک
لمز-تاماک (انگلیسی: Lemez-Tamak) یک شهرک در شهرستان مچتلینسکی استان باشقیرستان کشور روسیه است.